# Parvoviróza housat
Parvoviróza housat (též Derzsyho nemoc, hepatitida husí) je vysoce nakažlivé virové onemocnění mladých housat a pižmových kachen, charakterizované poškozením jater, srdce a vysokou úmrtností. U mladé drůbeže mívá perakutní, případně protrahovaný průběh; u starší drůbeže probíhá jako subklinická infekce. Vyskytuje se ve všech zemích s intenzivním chovem hus. První výskyt nemoci je znám z Číny v roce 1956 (Fang a Wang 1981); onemocnění se vyskytuje i v Evropě, včetně České republiky.

## Příčiny nemoci (etiologie)
Původcem onemocnění je virus z rodu Parvovirus a čeledě Parvoviridae. Intaktní viriony jsou partikule hexagonálního tvaru, s 32 kapsomerami, o průměrné velikosti 20-22 nm. Hustota v CsCl je 1,38 g/ml. Genom viru obsahuje jednovláknovou DNA s negativní polaritou; virus se replikuje v jádrech infikovaných buněk a na rozdíl od savčích parvovirů nehemaglutinuje erytrocyty. Doposud izolované kmeny viru patří do jednoho antigenního typu. Pomnožuje se v inkubovaných vejcích hus a kachen pižmových nebo v buněčných kulturách připravených z těchto embryí. Virus je velmi odolný k chemické i fyzikální inaktivaci. Ve vnějším prostředí dlouhodobě přežívá. Z dezinfekčních prostředků jsou účinné formaldehyd a hydroxidy.

## Vznik a průběh nemoci (epizootologie)

### Hostitel
K přirozené infekci jsou vnímavá všechna domestikovaná plemena hus a kachna pižmová (Cairina moschata). K experimentální infekci jsou vnímavé berneška velká (Branta canadensis) a husa sněžná (Chen hypoborea atlantica). Infekce do 3.-4. týdne věku zvířat se manifestuje klinicky. Housata infikovaná vertikálně nebo kontaktem v prvním týdnu věku mohou vykazovat až 100% mortalitou. Housata starší 4.-5. týdnů již vykazují věkovou rezistenci k onemocnění, ztráty jsou mnohem menší a infekce většinou probíhá bez příznaků. Dospělá drůbež reaguje pouze tvorbou protilátek (sérokonverzí). Kachny pižmové jsou vnímavé k onemocnění asi do 12. týdne života.

### Přenos
Nákaza se šíří v hejnu horizontálně přímým a nepřímým kontaktem vnímavých zvířat s infikovanými jedinci nebo s kontaminovaným prostředím. Z epizootologického hlediska je velmi důležitý vertikální přenos (zamoření líhní a aerogenní přenos infekce při líhnutí i na housata pocházející ze zdravých chovů). Po infekci přirozeného hostitele se virus pomnožuje v thymu a parenchymatózních orgánech. Do prostředí se vylučuje trusem. Rekonvalescenti nebo drůbež infikovaná po 4. týdnu věku se stávají celoživotními vylučovateli viru do prostředí (virusonosiči). Imunní nosnice předávají vertikálně protilátky na potomstvo, které je chráněno před infekcí asi do 3. týdne věku. Průběh nemoci je často komplikován interkurentními infekcemi (různé sérovary salmonel, E. coli, streptokoky, mykoplasmata, plísně z rodu Aspergillus, adenoviry, reoviry).

## Projevy nemoci (symptomatologie)
Klinický průběh nemoci je ovlivňován věkem a úrovní pasivní imunity u housat, epizootologickou situací a zoohygienickými podmínkami v chovu. Inkubační doba závisí na věku vnímavých housat a pohybuje se od 3 do 10 dnů.

### Klinika
U nejmladších věkových kategorií housat (<10 dní věku) probíhá parvoviróza perakutně, s morbiditou a mortalitou dosahující 90-100 %. U starších housat je častější protrahovaný průběh, s nižší nemocností (< 40 %) i úhynem. Postižená housata ale zaostávají v růstu a špatně zhodnocují krmivo (zvýšený výskyt zakrslíků). Trvání nemoci je asi 1-5 dní.
Nemocná housata nepřijímají krmivo ani vodu, jsou ospalá, naříkavě piští a mohou rychle uhynout i bez klinických příznaků. Při protrahovaném průběhu se pozoruje zimomřivost, netečnost, výtok z nosu a kýchání, konjunktivitida, posedávání, kulhání až neschopnost pohybu, ztížené dýchání, zarudnutí kůže a vypadávání peří na zádech a krku, zduření kostrční žlázy a průjem. Objem dutiny tělní je zvětšen (ascites). U kachňat kachny pižmové dochází k náhlému pelichání a nedostatečnému růstu.

### Patologie
Pitevní nález může být rozmanitý a souvisí s klinickým průběhem, případně sekundárními infekcemi. Obvykle se zjišťují zvětšená játra s povrchovými krváceninami, hydroperikard a dilatované ochablé srdce se zakulaceným hrotem. Dále se mohou vyskytovat krváceniny ve slezině a pankreatu, sérofibrinózní perihepatitida a perikarditida, ascites, katarální až fibrinózně hemoragická enteritida a nefritida s močovody naplněnými uráty. Vzdušné vaky jsou zakalené. Na sliznici dutiny zobáku, jazyka a hrtanu se mohou vyskytovat difteroidní a vředovité změny.

### Imunita
Imunní nosnice přenášejí pasivně protilátky na mláďata, která jsou tak chráněna před infekcí v prvních týdnech života. Virusneutralizační i precipitační protilátky perzistují u hus až do 80. týdne PI.

## Diagnostika
Diagnóza parvovirového onemocnění housat se stanovuje na základě epizootologického, klinického a patologického vyšetření. V mnoha případech je nutné doplnit diagnózu izolací viru a jeho identifikací nebo průkazem virového antigenu v tkáních vyšetřované drůbeže imunofluorescencí. Pro sérologické vyšetření se používají neutralizační anebo precipitační testy.
Diferenciální diagnostika. Nutno odlišit mykotoxikózy, salmonelózy a herpesvirovou enteritidu kachen.

## Terapie a prevence
Terapie onemocnění není známa. V ohrožených chovech se mohou housata chránit pasivní imunizací rekonvalescentním nebo hyperimunním sérem. K potlačení sekundárních infekcí se používají antibiotikum nebo chemoterapeutika; ošetření již nemocných zvířat je bezúspěšné. Preventivní opatření spočívají v ochraně chovů před zavlečením nákazy a v líhnutí housat z vajec pocházejících ze zdravých chovů. Ozdravení jednou zamořeného chovu je obtížné a nákladné.
Významnou úlohu v eliminaci nákazy má specifická imunoprofylaxe. Používá se aktivní imunizace reprodukčních hejn hus před zahájením snášky živou atenuovanou nebo inaktivovanou vakcínou, čímž se zajišťuje přenos protilátek na potomstvo.